# 狂 (電影)
《狂》是一部1992年英屬香港-中國大陸合拍的劇情片，凌子風導演，改編自李劼人的小說《死水微瀾》。1992年5月28日在香港上映。該片在中國大陸被禁，直到2004年才公映。

## 劇情
本片通過女主角鄧么姑與羅德生、顧天成的私人糾葛，展現了從19世紀末到20世紀初四川的社會風貌。聚焦於當地教民、袍哥會和官府三方勢力的激盪。

## 角色演員
| 演員   | 角色           |
| ------ | -------------- |
| 許晴   | 鄧姑（蔡大嬸） |
| 尤勇   | 羅德生         |
| 趙軍   | 顧天成         |
| 程希   | 劉三金         |
| 姚建國 | 蔡興順         |
| 劉亞津 | 陸茂林         |
| 賈盛雲 | 張占魁         |
| 戴德雲 | 田長子         |
| 周金泉 | 杜老四         |
| 秦雪玲 | 鍾嫂           |
| 王敏宜 | 曾師母         |
| 陳天文 | 王老七         |
| 熊小田 | 王刀客         |
| 熊杉   | 招招           |
| 吳衛平 | 阿龍           |
| 陳文達 | 土盤子         |
| 蕭燕   | 張成           |
| 陳明威 | 吳安           |

## 評價
本片副導演谷方德認為電影中「一些反映四川民俗風情畫卷的部分，被剪掉了。這是一個遺憾。而且《死水微瀾》是一部具有四川民俗特色風情的經典文學作品，還有很多可以表現的空間。」

## 外部連結
- 香港影庫上《狂》的資料（繁體中文）
- 互联网电影数据库（IMDb）上《狂》的资料（英文）